# James Henry Bowker
Pour les articles homonymes, voir Bowker.
James Henry Bowker, né le 23 août 1822 et mort le 27 octobre 1900, est un officier, naturaliste et archéologue sud-africain. 
Il est l'auteur, avec Roland Trimen, de South African Butterflies (1887–1889), ouvrage en trois volumes consacré aux lépidoptères.

## Biographie

### Jeunesse
Bowker est le neuvième et le plus jeune fils de Miles Bowker (né vers 1758 à Deckham 's Hall, Gateshead, Durham ) et d'Anna Maria Mitford, (née en 1782 à Mitford, Northumberland, décédée le 8 juillet 1868 à Tharfield). Tous deux faisaient partie des colons de 1820, des Britanniques envoyés dans la région du Cap. James Bowker naît dans une ferme connue sous le nom d'Olive Burn, sur la rivière Klein Monden, au nord de Port Kowie . Bien que baptisé William Henry Bowker, le 17 décembre 1825, il sera connu sous le nom de James Henry Bowker.

### Carrière militaire
Bowker participe aux guerres de frontière de 1846 et 1850. Il est nommé inspecteur de la police des frontières en 1855. Il succède par la suite à Sir Walter Currie, au poste de commandant. Il exerce également les fonctions de haut-commissaire du Basutoland . Au cours des septième et huitième guerres cafres, il est promu colonel . Il prend part à la réduction de la rébellion de la rivière Kat et à la prise de Fort Armstrong en 1846-1847, ce qui lui vaut d'être décoré. Il participe à des expéditions dans le Basutoland en 1868 et commande une force de police dans le territoire après son annexion.  Il dirige la police montée chargée du contrôle des frontières en 1870 et commande l'expédition qui conduit à l'annexion des gisements de diamants de Griqualand West, en 1871. Il est commissaire en chef sur ce site jusqu'à sa retraite à Malvern, Durban, en 1878. 

### Carrière de naturaliste
Naturaliste averti, James henry Bowker collecte un grand nombre de papillons qu'il remet ensuite aux musées. Sa sœur aînée, Mary Elizabeth Bowker, épouse de Frederick William Barber, est une botaniste et entomologiste réputée, en plus d'être peintre et écrivain. Elle correspond régulièrement avec Joseph Hooker, William Hooker et Charles Darwin.
Bowker apporte de nombreuses contributions à l'entomologie, à l'archéologie et à la botanique au cours de sa carrière de près de 40 ans, mais il s'intéresse principalement aux papillons. Son autorité sur le sujet est reconnue, et il est le principal collectionneur de son temps. Il découvre 40 nouvelles espèces et le nouveau genre Deloneura immaculata (nommé d'après Roland Trimen en 1868, mais aujourd'hui considéré comme éteint),.
Bowker offre au South African Museum sa première collection d'insectes, en 1860. Il lui remettra d'autres collections par la suite, y compris après sa retraite.
Il participe à des recherches archéologiques à partir de 1867, date à laquelle il envoie une collection d'objets en pierre de l' East London à Joseph Hooker. Il découvre également des outils en pierre dans les forages effectués à la recherche de diamants, à Pniel, sur la rivière Vaal, ainsi que des artéfacts près de Maputo, Inhambane, Zululand et Lesotho.

### Sociétés savantes
- Membre de la Linnaean Society[1]
- Membre de la Zoological Society of London
- Membre de la Statistical Society
- Membre de la Royal Geographical Society
- Membre fondateur du musée d'histoire naturelle de Durban (1885)
- Responsable de la Eastern Province Naturalist's Society
- Membre correspondant de la South African Philosophical Society
- Membre dirigeant de la Durban Botanic Society

### Vie privée
James Henry Bowker ne s'est jamais marié.
Fort Bowker, construit vers 1860 pour garder le Gcaleka au nord de la rivière Mbashe, porte son nom. Il y a toujours une route qui porte son nom à Maseru, la capitale du Lesotho (anciennement Basutoland).